# The Petrified Forest

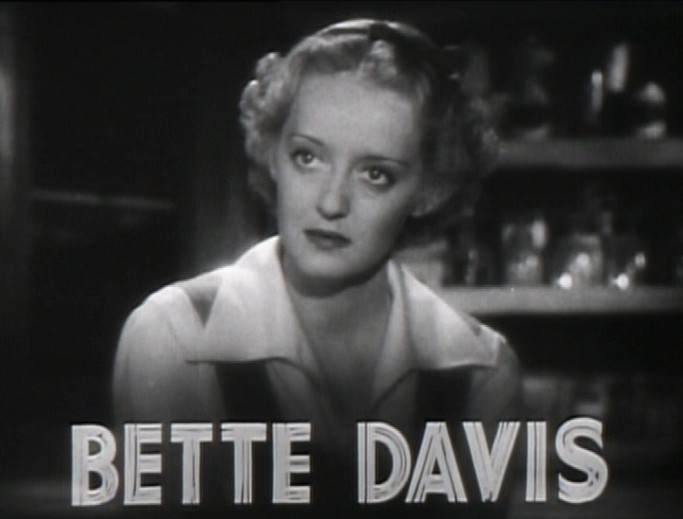
Bette Davis

The Petrified Forest és una pel·lícula estatunidenca dirigida per Archie Mayo i estrenada l'any 1936.	

## Argument
Alan Squier (Leslie Howard), que es considera a si mateix un idealista per naixement i un derrotista per experiència, descobreix la bellesa en una benzinera de l'àrid desert d'Arizona, quan s'enamora de Gabby Maple (Bette Davis), una jove francoamericana amb sensibilitat per l'art modern i desitjos d'ésser estimada. A més de Gabby, cambrera de la benzinera Maple, coneix també el seu pare (Porter Hall), Gramps (Charley Grapewin), el seu avi, posseïdor d'una fortuna en bons Liberty que no llegarà a la seua família, i Boze Hertzlinger (Dick Foran), exjugador de futbol que sent passió per Gabby. El dia que Alan arriba a la gasolinera, Duke Mantee (Humphrey Bogart) i la seua banda assassinen a sis persones a Oklahoma, on sembren el terror al seu pas. Gabby, ja enamorada d'Alan, persuadeix el matrimoni Chisholm (Genevieve Tobin i Paul Harvey), dos viatgers de camí cap a Califòrnia, perquè la portin amb ells. A la carretera els detenen Mantee i la seua colla, els quals s'apoderen del cotxe i es dirigeixen a la benzinera dels Maple. Alan emprèn el mateix camí a peu per a prevenir Gabby, però quan arriba descobreix que la banda de malfactors ja s'ha apoderat de l'indret. Més tard, tornen també els Chisholm i tots ells queden retinguts per Mantee. Alan, que coneix el gran desig de Gabby -allunyar-se del desert i estudiar art a París-, posa al seu nom la seva pòlissa d'assegurances i fa un tracte amb Mantee perquè el gàngster el mati. Arriba un grup d'homes armats al servei de la llei i, després d'un intens tiroteig, Mantee i els seus homes decideixen emprendre la fugida. Alan intenta detenir-los, Mantee li dispara i aquell mor en els braços de Gabby, segur que ella podrà satisfer ara els seus desitjos. Més tard, els Maple escolten per la ràdio que Mantee i els seus sicaris han estat capturats.

## Crítica
- "Hi ha una esplèndida galeria de personatges a The Petrified Forest, de la Warner, que cobra vida sota la sagaç però respectuosa realització d'Archie Mayo a partir de l'obra del senyor Sherwood. Encara que la pel·lícula sigui escènicament estàtica, ja que així es plantejava l'obra de teatre, resulta però animada i plena de vida, sota el fibló d'un text conscienciós i la fuetada melodramàtica que el seu autor fa petar sobre l'esquena d'una obra simplement dialogada. (...) Això s'ha d'atribuir en gran part, per descomptat, a la presència de Leslie Howard. Tan bé ha encaixat en el paper de l'obra, i tan bé hi ha encaixat aquest, que Alan Squier i The Petrified Forest són ja, per naturalesa, inseparables ... I hauria d'haver també una bona dosi de lloances per a Bette Davis, que demostra que no necessita posar-se histèrica perquè se li confiï un gran paper; per a Humphrey Bogart, un altre graduat de l'obra teatral, que pot ser un gàngster psicopàtic semblant com una gota d'aigua a Dillinger, i, per acabar, per a Charley Grapewin com el vell trempat que seu al bar i revisa amb nostàlgia els seus records de Billy el Nen, mentre escalfa les seues mans deformes davant aquesta flama mortal que és Duke Mantee."[2]

## Repartiment

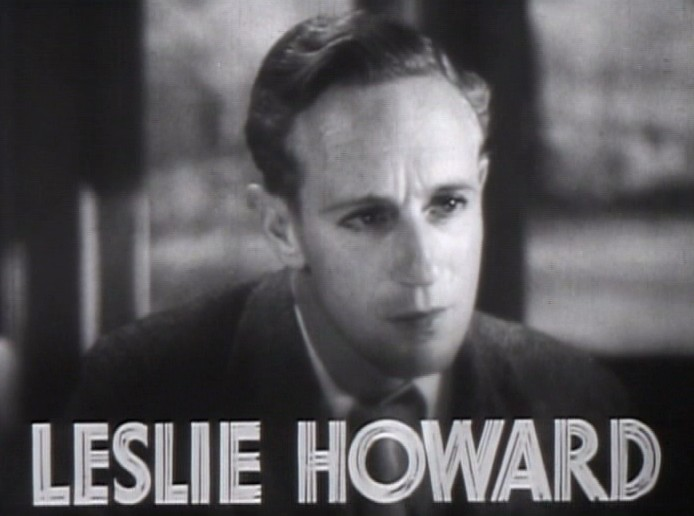
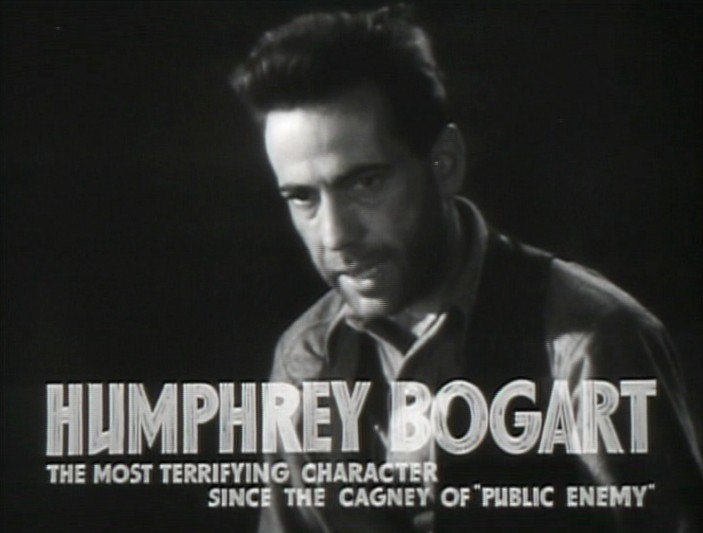
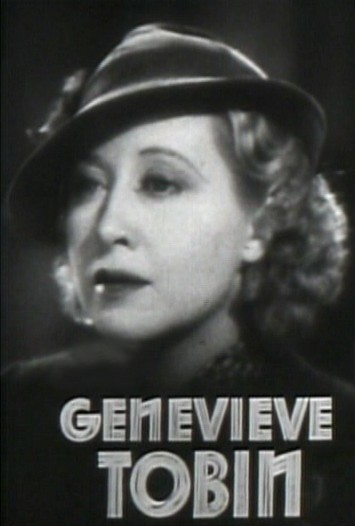
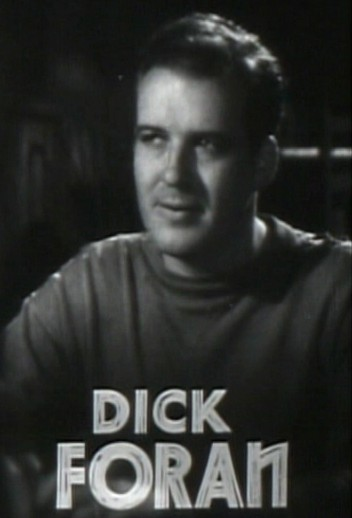

- Leslie Howard: Alan Squier
- Bette Davis: Gabrielle Maple
- Humphrey Bogart: Duke Mantee
- Genevieve Tobin: Mme Chisholm
- Dick Foran: Boze Hertzlinger
- Joseph Sawyer: Jackie Cooper
- Porter Hall: Jason Maple
- Charley Grapewin Gram Maple
- Paul Harvey: Mr. Chisholm
- Eddy Acuff
- Adrian Morris
- Nina Campana
- Slim Thompson
- John Alexander